# Tarphobregma pandani
Tarphobregma pandani är en tvåvingeart som beskrevs av Hardy 1987. Tarphobregma pandani ingår i släktet Tarphobregma och familjen borrflugor. Inga underarter finns listade i Catalogue of Life.